# 卡图马纳尔科伊尔
卡图马纳尔科伊尔（Kattumannarkoil），是印度泰米尔纳德邦Cuddalore县的一个城镇。总人口22683（2001年）。

## 人口
该地2001年总人口22683人，其中男性11472人，女性11211人；0—6岁人口2452人，其中男1253人，女1199人；识字率76.18%，其中男性为81.59%，女性为70.65%。